# DJ Stickle
Stickle (* 13. November 1982 in Linz; früher auch DJ Stickle, bürgerlich Andreas Janetschko) ist ein österreichischer DJ und Produzent, der seit 2006 in Berlin lebt und bis 2010 bei Bushidos Musiklabel ersguterjunge unter Vertrag stand. Er bildet mit Chakuza das Produzentenduo Beatlefield Productions.

## Leben und Karriere
Stickle bildet mit Chakuza ab 2000 das Produzenten-Team Beatlefield (bis 2002 Verbale Systematik, in den ersten Jahren noch mit Big J) und schuf sich regionale Bekanntheit in der österreichischen Untergrund-Szene. Wegen ausbleibenden kommerziellen Erfolgs entschieden sie sich, Demos zu verteilen. Bei einem Bushidokonzert in Linz wurde dem Rapper Bushido eines übergeben, das ihn von ihren Qualitäten überzeugte.
Ab 2005 waren Stickle mit Chakuza bei ersguterjunge unter Vertrag. Seitdem produziert Stickle den größten Teil der Musik bei ersguterjunge.
Stickle produzierte einen Großteil von Bushidos Gold-Album Staatsfeind Nr. 1 sowie Chakuzas Streetalbum Suchen & zerstören und Saads Album Das Leben ist Saad.
2010 endete das Engagement von Stickle und Chakuza bei ersguterjunge, da die auslaufenden Verträge nicht verlängert wurden. Im gleichen Jahr veröffentlichte DJ Stickle das Mixtape Ich weiß, was du letzten Sommer gehört hast. Darauf sind exklusive Songs von Bizzy Montana, Vega, Olson Rough, Chakuza, Marc Reis und David Asphalt vertreten. Der Tonträger war nur auf Chakuzas Tour Monster auf Tour erhältlich. Nach der Arbeit bei ersguterjunge war Stickle Live-DJ für Casper. Das Casper-Album XOXO wurde in dem von ihm aufgebauten Studio in Berlin-Kreuzberg aufgenommen. Auch an dem folgenden Casper-Album, Hinterland, war Stickle beteiligt.
Seit 2016 ist er weiterhin durch seine Zusammenarbeit mit Yung Hurn hervorgetreten, dessen Album 1220 er produzierte. Weitere Kooperationen erfolgten ab 2019 mit damals aufstrebenden Rappern wie Apache 207 und Pashanim.
Seit November 2020 ist Stickle Chef des Labels November Eleven, das ein Joint Venture zusammen mit Four Music ist. Der ersten Künstler, den das Label unter Vertrag nahm, war der Düsseldorfer Rapper nikan, für den Stickle ebenfalls produziert. Daneben ist der Rapper Skrt Cobain bei November Eleven unter Vertrag.

## Diskografie

### Mixtapes
- 2011: Revolution of the DJs (mit DJ Access, DJ Craft, DJ D-Tale, DJ Danetic, DJ Eskei83, DJ Ray-D, DJ Kitsune, DJ Ron & DJ XRated)[6]

### Singles
| Jahr | Titel Album        | Höchstplatzierung, Gesamtwochen, AuszeichnungChartplatzierungen (Jahr, Titel, Album, Platzierungen, Wochen, Auszeichnungen, Anmerkungen) | Höchstplatzierung, Gesamtwochen, AuszeichnungChartplatzierungen (Jahr, Titel, Album, Platzierungen, Wochen, Auszeichnungen, Anmerkungen) | Höchstplatzierung, Gesamtwochen, AuszeichnungChartplatzierungen (Jahr, Titel, Album, Platzierungen, Wochen, Auszeichnungen, Anmerkungen) | Anmerkungen                                                                  |
| Jahr | Titel Album        | DE | AT | CH | Anmerkungen                                                                  |
| ---- | ------------------ | --- | --- | --- | ---------------------------------------------------------------------------- |
| 2023 | Trackies –         | DE8 (7 Wo.)DE | AT35 (2 Wo.)AT | CH31 (2 Wo.)CH | Erstveröffentlichung: 25. August 2023 6PM Records feat. Reezy & Stickle      |
| 2023 | Wiedaa –           | DE55 (1 Wo.)DE | AT58 (1 Wo.)AT | CH91 (1 Wo.)CH | Erstveröffentlichung: 24. November 2023 feat. Luciano & Yung Hurn            |
| 2024 | Magdalena –        | DE3 (1 Wo.)DE | — | — | Erstveröffentlichung: 23. Februar 2024 6PM Records feat. Stickle & Yung Hurn |
| 2024 | Augenmaß –         | DE22 (4 Wo.)DE | AT42 (1 Wo.)AT | CH42 (1 Wo.)CH | Erstveröffentlichung: 11. April 2024 feat. Pashanim                          |
| 2024 | Addicted2u –       | DE— aDE | — | — | Erstveröffentlichung: 23. Mai 2024 mit Sampagne                              |
| 2024 | Call Me –          | DE— bDE | — | — | Erstveröffentlichung: 20. Juni 2024 mit Sampagne                             |
| 2025 | Noch nie gesehen – | DE85 (1 Wo.)DE | — | — | Erstveröffentlichung: 28. März 2025 feat. Bausa                              |

### Autorenbeteiligungen und Produktionen
- 2002: Beats auf HipHop Connection Mixtape
- 2003: Verbale Systematik – Verbales Fadenkreuz (Crew-EP)
- 2003: Beats auf HipHop Connection Mixtape 2
- 2004: Beats auf HipHop Connection Mixtape 3
- 2005: Beats auf Item 7 – That’s Life
- 2005: Beat zu Hoffnung auf DJ Kitsune Mixtape – Victory Pt.2
- 2005: Beats & Mix von MC J – Austria’s most blunted Mix-CD
- 2005: Beats & Mix von Bushido – Staatsfeind Nr. 1
- 2006: Beats & Mix von Bushido präs.: ersguterjunge-Sampler Vol.1 – Nemesis
- 2006: Beats & Mix von Chakuza – Suchen & Zerstören
- 2006: Beats & Mix von Saad – Das Leben ist Saad
- 2006: Beats & Mix von D-Bo – Seelenblut
- 2006: Beats & Mix von Chakuza & Bizzy Montana – Blackout
- 2006: Beat von Kein Ausweg – Bushido, Chakuza & Bizzy Montana (als Juice-Exclusive [CD #63])
- 2006: Beat auf Kitsune – Victory Pt.3 Mixtape
- 2006: Beats auf der Single Sonnenbank Flavour von Bushido
- 2006: Beats & Mix von Bushido präs. ersguterjunge-Sampler Vol.2 – Vendetta
- 2007: Beats & Mix von Chakuza City Cobra
- 2007: Beats & Mix von D-Bo Sans Souci
- 2007: Beats & Mix von Bushido präs. ersguterjunge-Sampler Vol.3 – Alles Gute kommt von unten
- 2008: Beats von Saad Saadcore
- 2008: Beats & Mix von Chakuza Unter der Sonne
- 2009: Beats von D-Bo Die Lüge der Freiheit
- 2009: Beats von Bizzy Montana Mukke aus der Unterschicht 3
- 2010: Beats & Mix von Chakuza Monster in mir
- 2010: Ich weiß, was du letzten Sommer gehört hast (Tourmixtape)
- 2011: Revolution of the DJs (Online-Mixtape mit DJ Eskei83, DJ Access, DJ Kitsune, DJ Ron, DJ Craft, DJ D-Tale, DJ Danetic, DJ Ray-D und DJ XRated)
- 2013: Im Ascheregen von Casper
- 2015: Lass Sie Reden, Gift und Staub/Aufbruch auf Innenseiten Eines Aussenseiters von Prinz Pi
- 2016: Rot von Yung Hurn
- 2017: Blumé von Yung Hurn
- 2017: Kurt Cobain (wieso bist nicht du?) von K. Ronaldo
- 2017: Popo von Yung Hurn
- 2017: Niemand von K. Ronaldo
- 2018: Nie Wieder von Fergy53
- 2018: Nur für eine Nacht von Fergy53
- 2018: 1220 (Album) von Yung Hurn
- 2018: Fake von K. Ronaldo
- 2019: Nicht wie du von Apache 207
- 2019: 200 km/h von Apache 207
- 2019: Hauseingang von Pashanim
- 2020: Airwaves von Pashanim
- 2020: Boot von Apache 207
- 2020: 2012 von Bausa feat. Juju
- 2020: istanbul freestyle von Pashanim
- 2021: Sommergewitter von Pashanim
- 2021: Bleib’ über Nacht von Kalim feat. Luciano
- 2021: Nebengasse von Apache 207
- 2022: Schlimm ;-( von Yung Hurn
- 2022: Kleiner Prinz von Pashanim
- 2023: Lächel doch mal von Shirin David
- 2024: Augenmaß von Pashanim
- 2024: Buchstaben von Nizi19 und Lucio101
- 2024: Intro, Florenz, GTA, Mittelmeer, Moltisanti, 2000, Bis hierhin liefs noch ganz gut, Duty Free, Jede Saison, U1 Freestyle und 1. Mai von Pashanim
- 2024: Kein DJ von Ski Aggu